# Майданское сельское поселение
Майданское се́льское поселе́ние — муниципальное образование в Верхнеуслонском районе Татарстана Российской Федерации.
Административный центр — село Майдан.

## История
Статус и границы сельского поселения установлены Законом Республики Татарстан от 31 января 2005 года № 19-ЗРТ «Об установлении границ территорий и статусе муниципального образования „Верхнеуслонский муниципальный район“ и муниципальных образований в его составе».
В конце 2014 года в состав поселения включена деревня Ясная Звезда, переданная из соседнего Камско-Устьинского района

## Население
| 2010 | 2011 | 2012 | 2013 | 2014 | 2015 | 2016 |
| ---- | ---- | ---- | ---- | ---- | ---- | ---- |
| 408  | ↘407 | ↘389 | ↘377 | ↘366 | ↘354 | ↘338 |
| 2017 | 2018 |      |      |      |      |      |
| ↘329 | ↘305 |      |      |      |      |      |

## Состав сельского поселения
| № | Населённый пункт         | Тип населённого пункта       | Население |
| - | ------------------------ | ---------------------------- | --------- |
| 1 | Майдан                   | село, административный центр |           |
| 2 | Теньковского лесничества | посёлок                      |           |
| 3 | Ясная Звезда             | деревня                      |           |